# Грушевский, Сергей Григорьевич
Серге́й Григо́рьевич Груше́вский (укр. Сергій Григорович Грушевський, 24 июня 1892 — 3 ноября 1937) — кандидат в члены 1-й Государственной думы Российской империи и Всероссийского учредительного собрания, профессор истории Луганского национального университета имени Тараса Шевченко в 1925—1930 годах, заместитель директора института по научной работе, племянник украинского историка и общественного деятеля Михаила Грушевского. Русский националист, перековавшийся в украинского националиста.
Отец — Григорий Грушевский, священник в Черкассах. В 1921 году перешёл под юрисдикцию Украинской автокефальной православной церкви. После ареста в 1937 году Грушевский отбывал наказание в сибирских лагерях, где и погиб. Мать — Ольга Грушевская (в девичестве — Ранцова) происходила из петербургской интеллигентной литературной семьи. Григорий и Ольга обвенчались в Киеве. В браке имели трех сыновей Сергея, Василия, Льва и дочь Ирину. Во время Второй мировой войны Ирина, которая была замужем за этническим немцем, вывезла мать в Германию, где она в 1945 умерла. Крестным отцом Сергея был Михаил Грушевский.
Сергей Грушевский окончил с золотой медалью гимназию в Златополе, где учились или преподавали В. Винниченко, Н. Зеров, Б. Лятошинский, П. Филипович. В 1909 году поступил на историко-филологический факультет Киевского университета. Был членом молодёжного общества «Двуглавый орёл», которое проводило антиукраинские и антисемитские акции, в частности, препятствовало празднованию столетнего юбилея Тараса Шевченко. В 1916 году Сергей Грушевский женился на Ольге Левитской, дочери священника. Летом 1917 года во время проведения выборов в Киевскую городскую думу вошёл в первую пятёрку созданного под эти выборы В. В. Шульгиным «Внепартийного блока русских избирателей». По результатам голосования был избран гласным Думы.
В 1921 году стал основателем и директором Института народного образования имени III Интернационала в Златополе, в который была реорганизована Златопольская гимназия. После революции отошёл от русского национализма и влился в национализм украинский. Затем в 1923-25 работал инспектором Полтавского губернского отдела образования и преподавателем истории в Полтавском институте народного образования (ИНО), деканом которого стал Р. В. Кутепов.
В 1920-х годах его обвинили в «украинском буржуазном национализме» и отправили вместе с первым мужем его сестры Р. Кутеповым в Луганск. Там в 1925—1930 годах он принимал активное участие в украинизации и в развитии Донецкого института народного образования. Был профессором и деканом этого вуза. Автор ряда статей по истории Революции в местной прессе.
В 1930 году переехал на Кубань и активно включился в политику украинизации в Кубанском институте народного образования имени Скрипника. В 1930 году Грушевский поддержал репрессии НКВД по делу «Союза освобождения Украины». Во время процесса он собрал на митинг научных сотрудников и студентов, которые «гневно осудили врагов народа». Однако вскоре и сам стал жертвой репрессий как лицо «непролетарского происхождения», замешанное одновременно и в «черносотенстве», и в «украинском буржуазном национализме». 13 января 1933 года профессора арестовали как члена созданной в недрах НКВД националистической организации «Союз Кубани и Украины». В августе 1933 года коллегия ОГПУ приговорила его к 10 годам заключения, которое он отбывал в Соловецком лагере особого назначения. 3 ноября 1937 года Сергея Грушевского расстреляли в урочище Сандармох в Карелии. Реабилитирован посмертно 8 августа 1960 года.

## Сочинения
- Немецкая оккупация в Луганске // Луганская правда № 244, 23 октября 1927.
- Луганский Совет Рабочих Депутатов в Октябрьские дни // Луганская правда № 248—249, 28-29 октября 1927.
- Архивні фонди м. Луганського // Радянська школа, 1930.